# サターンスーパーヒーロー映画賞
サターンスーパーヒーロー映画賞（Saturn Award for Best Superhero Film）は、サターン賞の部門の一つ。創設時の第40回サターン賞から第46回サターン賞までは「サターンコミック映画化賞（Saturn Award for Best Comic-to-Film Motion Picture）」という名称だった。これまでサターンファンタジー映画賞、サターンSF映画賞にノミネートされていたコミックの映画化作品は、この部門に集約されることになった。受賞作品は『ジョーカー』を除いて「マーベル・シネマティック・ユニバース」作品が占めている。

## 各年の結果

### 2010年代
| 年度                 | 作品名                                        |
| -------------------- | --------------------------------------------- |
| 2013年 (第40回)      | アイアンマン3                                 |
| 2013年 (第40回)      | マン・オブ・スティール                        |
| 2013年 (第40回)      | マイティ・ソー/ダーク・ワールド               |
| 2013年 (第40回)      | ウルヴァリン:SAMURAI                          |
| 2014年 (第41回)      | ガーディアンズ・オブ・ギャラクシー            |
| 2014年 (第41回)      | アメイジング・スパイダーマン2                 |
| 2014年 (第41回)      | キャプテン・アメリカ/ウィンター・ソルジャー   |
| 2014年 (第41回)      | X-MEN:フューチャー&パスト                     |
| 2015年 (第42回)      | アントマン                                    |
| 2015年 (第42回)      | 進撃の巨人 ATTACK ON TITAN                    |
| 2015年 (第42回)      | アベンジャーズ/エイジ・オブ・ウルトロン       |
| 2015年 (第42回)      | キングスマン                                  |
| 2015年 (第42回)      | I LOVE スヌーピー THE PEANUTS MOVIE           |
| 2016年 (第43回)      | ドクター・ストレンジ                          |
| 2016年 (第43回)      | バットマン vs スーパーマン ジャスティスの誕生 |
| 2016年 (第43回)      | シビル・ウォー/キャプテン・アメリカ           |
| 2016年 (第43回)      | デッドプール                                  |
| 2016年 (第43回)      | スーサイド・スクワッド                        |
| 2016年 (第43回)      | X-MEN:アポカリプス                            |
| 2017年 (第44回)      | ブラックパンサー                              |
| 2017年 (第44回)      | ガーディアンズ・オブ・ギャラクシー:リミックス |
| 2017年 (第44回)      | LOGAN/ローガン                                |
| 2017年 (第44回)      | スパイダーマン:ホームカミング                 |
| 2017年 (第44回)      | マイティ・ソー バトルロイヤル                 |
| 2017年 (第44回)      | ワンダーウーマン                              |
| 2018/2019年 (第45回) | アベンジャーズ/エンドゲーム                   |
| 2018/2019年 (第45回) | アクアマン                                    |
| 2018/2019年 (第45回) | アベンジャーズ/インフィニティ・ウォー         |
| 2018/2019年 (第45回) | キャプテン・マーベル                          |
| 2018/2019年 (第45回) | シャザム!                                     |
| 2018/2019年 (第45回) | スパイダーマン:ファー・フロム・ホーム         |
| 2018/2019年 (第45回) | スパイダーマン:スパイダーバース               |
| 2019/2020年 (第46回) | ジョーカー                                    |
| 2019/2020年 (第46回) | ハーレイ・クインの華麗なる覚醒 BIRDS OF PREY  |
| 2019/2020年 (第46回) | ブラッドショット                              |
| 2019/2020年 (第46回) | ニュー・ミュータント                          |
| 2019/2020年 (第46回) | オールド・ガード                              |

### 2020年代
| 年度                     | 作品名                                              |
| ------------------------ | --------------------------------------------------- |
| 2021/2022年 (50周年記念) | スパイダーマン:ノー・ウェイ・ホーム                 |
| 2021/2022年 (50周年記念) | THE BATMAN-ザ・バットマン-                          |
| 2021/2022年 (50周年記念) | ドクター・ストレンジ/マルチバース・オブ・マッドネス |
| 2021/2022年 (50周年記念) | シャン・チー/テン・リングスの伝説                   |
| 2021/2022年 (50周年記念) | ザ・スーサイド・スクワッド “極”悪党、集結           |
| 2021/2022年 (50周年記念) | ソー:ラブ&サンダー                                  |
| 2022/2023年 (第51回)     | ガーディアンズ・オブ・ギャラクシー:VOLUME 3         |
| 2022/2023年 (第51回)     | アントマン&ワスプ:クアントマニア                    |
| 2022/2023年 (第51回)     | ブラックパンサー/ワカンダ・フォーエバー             |
| 2022/2023年 (第51回)     | ブルービートル                                      |
| 2022/2023年 (第51回)     | ザ・フラッシュ                                      |